# A Kongói Köztársaság hívójelkörzetei
A Kongói Köztársaság jelenleg (2024) nincs felosztva hívójelkörzetekre.
A Kongói Köztársaság számára az ITU a TN hívójelprefixet határozta meg.
| Prefix | Körzet | Hely/jelleg        | ITU zóna | CQ zóna | 1 szintű QTH lokátor |
| ------ | ------ | ------------------ | -------- | ------- | -------------------- |
| TN     | [0..9] | Kongói Köztársaság | 32       | 36      | JJ, JI               |

## Lajstromjel
Vízi és légi járművek lajstromjelezéséhez a TN prefixet használják.